# Alf Setzer
Alf Setzer (Betzigau, 1956) is een Duitse beeldhouwer.

## Leven en werk
Setzer studeerde van 1976 tot 1981 beeldhouwkunst aan de Hochschule der Künste in Braunschweig.
Hij is sinds 1993 docent beeldhouwtechniek aan de Staatliche Akademie der Bildenden Künste Stuttgart.
De steenbeeldhouwer woont en werkt in Stuttgart.

## Werken (selectie)
- Halbsäule (1986), beeldenroute Skulpturenweg Seehaus Pforzheim in Pforzheim
- U-block (1992), Hindenburgkaserne in Ulm
- Bogen (1993), Weiler im Allgäu
- Gang (1993), Dianawiese in Ulm
- Grüntensäule (1993), Marstalmuseum in Kempten
- Grüner Flügel (1995), Rottweil
- Brunnen (1995), Rathaus in Amstetten
- Schacht (1996), Casole d'Elsa (regio Toscane in Italië)
- Stereo (1997), Neckarsulm - sinds 2007
- Woda (1998), Hermann-Brachert-Museum in Otradnoje
- ohne Titel (1999), beeldenroute Kunstpfad am Mummelsee
- Wand (2002), ingang ziekenhuis in Augsburg-Haunstetten
- ohne Titel (2002), beeldenpark KUNSTdünger Rottweil in Rottweil
- Regen-Regale (2005), collectie Staatliche Akademie für Bildenden Künste in Stuttgart
- schwarz-weiß (2006), Jakobsweg in Betzigau
- Inventionen am Fels (2010), Kunstweg am Reichenbach in Gernsbach

## Fotogalerij

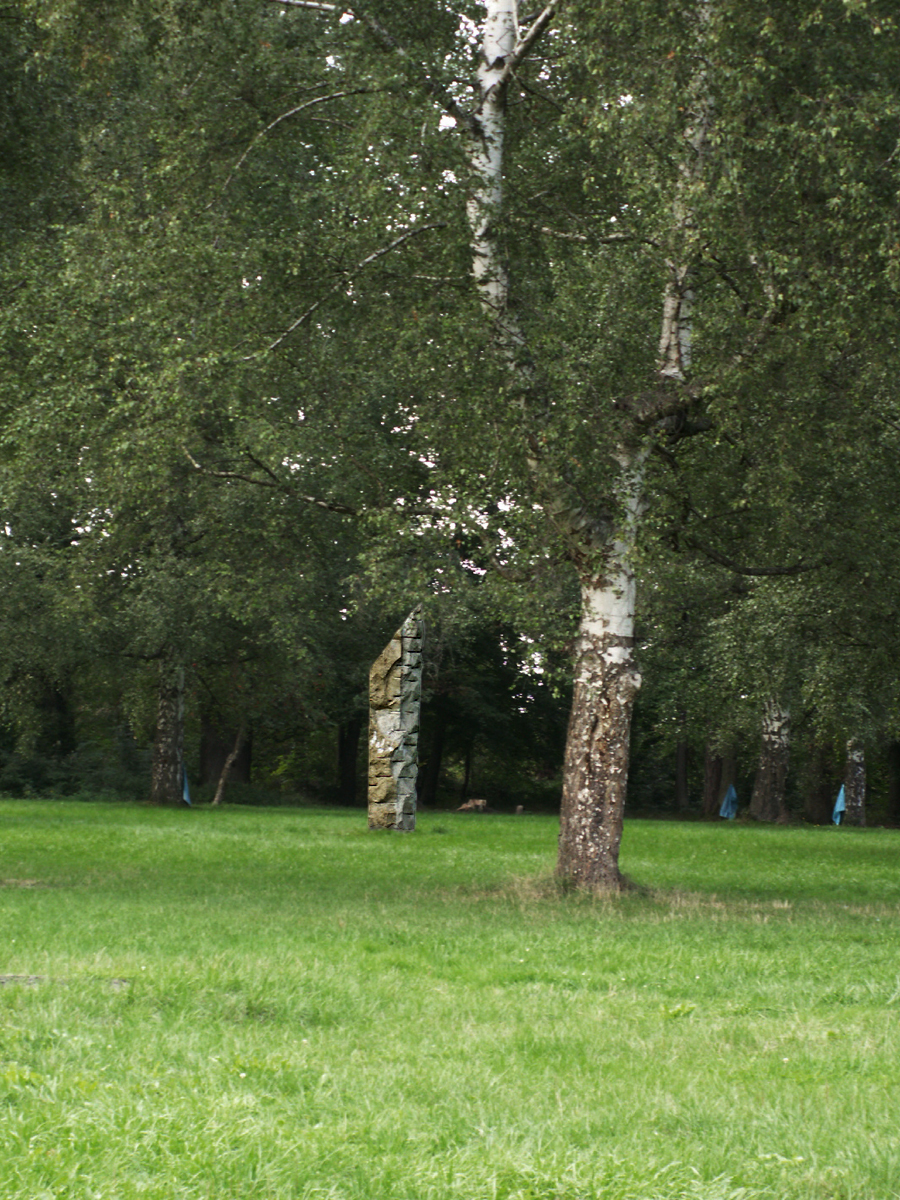
Halbsäule, Pforzheim
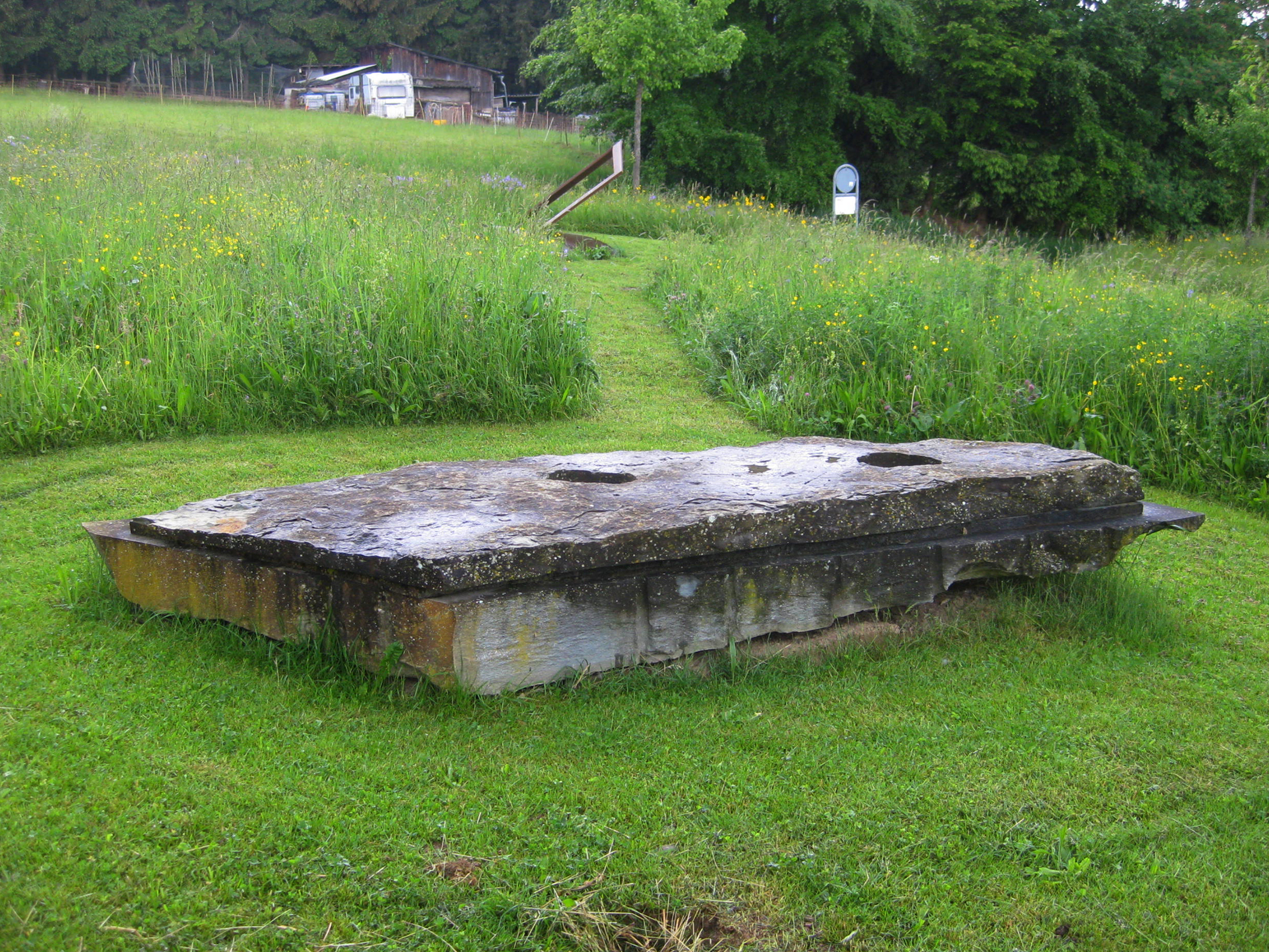
ohne Titel, Rottweil